# Годзяцький Віталій Олексійович

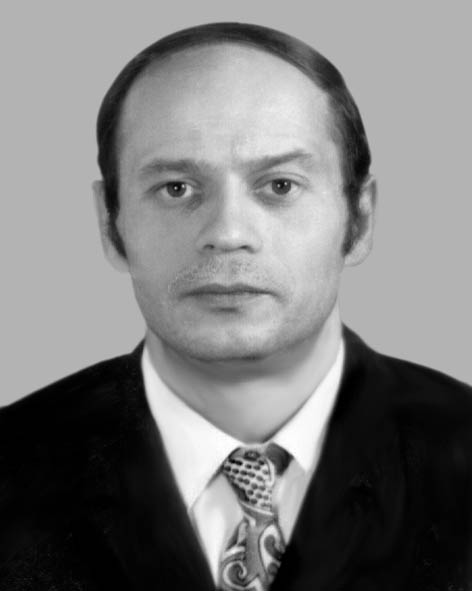
Годзяцький у молодості

Віталій Олексійович Годзяцький (нар. 29 грудня 1936 року) — український композитор, заслужений діяч мистецтв України (1996), Лауреат премії ім. Лятошинського. Член Національної спілки композиторів України.

## Життєпис
Народився у Києві. Закінчив Київську консерваторію 1961 року по класу композиції Б.Лятошинського. Викладав музично-теоретичні предмети у Вінницькому музичному училищі (1961–1963), музичних школах Києва (1963-74 і з 1982). Музичний керівник естрадного ансамблю кінотеатру ім. О.Довженка (1975–1982).
Початкову музичну освіту отримав вдома під керівництвом матері. Навчався грі на фортепіано, вивчав музично-теоретичні предмети паралельно з навчанням у середній школі. Самостійно складав музику.
У 1956-1961 рр. навчався в Київській державній консерваторії імені П. І. Чайковського в класі Б. Лятошинського.
Композитор-шістдесятник. У 1960-1970 рр. - учасник, так званого, «Київського авангарду» — групи молодих композиторів, очолюваних диригентом Ігорем Блажковим, члени якої вивчали музику XX століття, їх творчі принципи відрізнялися від ідейних і естетичних установок офіційної радянської музики.
Паралельно з композиторською роботою викладав. У 1961-1963 рр. — викладач музично-теоретичних предметів у Вінницькому музичному училищі, у 1963-1974 рр. — у музичних школах Києва.
У 1970 році В. Годзяцький був виключений зі Спілки композиторів СРСР, виконання його творів було фактично заборонено.
У 1975-1982 рр. — керівник естрадного оркестру кінотеатру ім. О. Довженка Київського об'єднання музичних ансамблів.
Наразі викладає в дитячій музичній школі № 27 (з 1982).

## Список творів
для симфонічного оркестру
- Кантата «Зелень вешняя» (сл. О.Блока, 2000–2001);
- Поема (1961),
- Скерцо (1961),
- сюїта «Попелюшка» (1969, 2-а ред. 1983);

для камерного оркестру/ансамблю
- симфонія «Періоди» (1965–1973),
- симфонія «Stabilis» (1966–1990),
- «Фрески Софії Київської» (1966, 2-а ред. 1981),
- сюїти;

камерно-інструментальні твори
- поема «Сни про дитинство» (1997),
- Струнний квартет № 1 (1961),
- Тріо (1962–1989),
- сюїта «Веселі витівки» для 4-х саксофонів, 1988,
- «Ранковий крик птаха» (1994) для квінтету дерев'яних духових інструментів
- Струнний квартет № 2 (2014)

для фортепіано
- 3 прелюдії (1960–1972),
- фуги,
- 2 сонати (1959, 2-а ред. 2001; 1973),
- «Розриви площин» (1963),
- «Автографи» (1963) та ін.;

Інше
- «Плач» (2001) для гобоя соло ;
- п'єси для скрипки, для бандури, для естрадного оркестру;
- «Чотири етюди» для магнітофона (1964),
- романси,
- пісні,
- вокальні дуети;
- музика до кінофільмів.